# Cautiva por amor
Cautiva por amor es una telenovela mexicana producida por Luis Urquiza para TV Azteca, en el 2025. La telenovela es una historia original de Cecilia Guerty y Pablo Junovich. Se estrenó a través de Azteca Uno el 12 de mayo de 2025 retomando el espacio que dejó vacante la segunda temporada de Dra. Lucía, un don extraordinario para producciones originales, y finalizó el 15 de agosto del mismo año siendo reemplazada por la cuarta temporada de Rosario Tijeras.
Está protagonizada por Litzy y Osvaldo de León, junto con Daniela Castro, Plutarco Haza y Cayetano Arámburo en los roles antagónicos.

## Trama
Jazmín Palacios (Litzy) fue secuestrada por Remigio Fuentes Mansilla (Plutarco Haza), un político terrateniente que la mantuvo como esclava en una red de trata de personas dirigida por él mismo y perfeccionada por su esposa Isabel (Daniela Castro). Durante su secuestro, Jazmín fue violada por Remigio e intentó matarla a ella y a su bebé.
12 años después, Jazmín regresa al rancho de los Fuentes Mansilla para enamorar a Fernando (Erick Chapa), el hijo de Remigio, y vengarse del hombre que destruyó su vida. Lo que Jazmín no imagina es que el destino la llevará a conocer a su verdadero amor, Santiago (Osvaldo de León), un policía encubierto que se hace pasar por peón de la hacienda.

## Reparto
Se publicó una lista con parte del reparto confirmado el 29 de abril de 2025, a través de la página web oficial de ADN 40.

### Principales
- Litzy como Jazmín Palacios
- Daniela Castro como Isabel Fuentes Mansilla
- Plutarco Haza como Remigio Fuentes Mansilla
- Osvaldo de León como Santiago
- Erick Chapa como Fernando Fuentes Mansilla
- Cayetano Arámburo como Javier Fuentes
- Alejandra Lazcano como Melina[8]
- Daniela Ordaz Castro «Danka» como Valeria Fuentes Mansilla
- Ana Paula del Moral como Alma
- Marco Treviño como el Padre Gregorio
- Rossana Nájera como María Ángeles[9]
- Andrea De Alba como Shaki
- Celia Marcué como Bernarda
- Yeimy Gallardo como Lina
- Pierre Louis como Neneco
- Eduardo Reza como Romero
- Esteban Soberantes como Peralta
- Luis Yeverino como Pinedo
- Sahit Sosa como Juan Diego
- Javier Díaz Dueñas
- Santiago Cachero

### Recurrentes e invitados especiales
- Roberto Uscanga como Sánchez Guerrero
- Javier Escobar como Calixto
- Hugo Villalvazo como Quico
- Mariana Vera como Tita
- Saúl Eiyer como Eulalio
- Rami Ramírez como José
- Samantha Orozco como Eliana
- Luis Gerardo León como Juez
- Alberto Trujillo como Durán
- Antonio López Torres como Bernardo
- Guadalupe Rammath como Aurelia
- Miguel Gutierrez como Rafita
- Víctor Vargas como El Muelas
- Juan Joel Guapo como Felipe
- Luis Cuervo como El Manotas

## Episodios
| N.º | Título                                            | Fecha de emisión original | Audiencia (millones) |
| --- | ------------------------------------------------- | ------------------------- | -------------------- |
| 1 | «Jazmín Palacios regresa para tomar venganza»     | 12 de mayo de 2025        | —                    |
| A Jazmín le tomó doce años orquestar la venganza contra Remigio Fuentes Mansilla, quien la esclavizó y creyó haberla asesinado junto con su hija recién nacida. Ha vuelto casada con el hijo de su enemigo, transformada en una mujer fuerte y distinta, capaz de cualquier cosa con tal de llevar a cabo su plan. Y todo parece ir a la perfección, hasta que una niña inocente se interpone entre la bala y su objetivo. |                                                   |                           |                      |
| 2 | «Remigio busca al culpable del atentado»          | 13 de mayo de 2025        | —                    |
| El plan de Jazmín falla. Lamenta haber causado conmoción en Alma, pero, a pesar de los ruegos del Padre Gregorio para que abandone su venganza ella decide ejecutar su plan B. Antes debe desaparecer cualquier pista que la lleve a ella, pero alguien la ha visto y la va a sorprender. |                                                   |                           |                      |
| 3 | «Santiago consuela a Jazmín»                      | 14 de mayo de 2025        | —                    |
| Jazmín sigue su investigación para encontrar algo que hunda a Remigio, pero esto la acerca al hombre que odia y su contacto la hace entrar en crisis. Mientras los jóvenes rompen las reglas, Santiago se empeña en avanzar en su caso y una de las crisis de Jazmín los junta. Él trata de contenerla, ella deja que se acerque, y Fernando ve todo. |                                                   |                           |                      |
| 4 | «Fernando y Mariángeles ceden ante la pasión»     | 15 de mayo de 2025        | —                    |
| Jazmín decide buscar justicia en lugar de venganza por consejo del padre Gregorio. Al escuchar una llamada de Javier, descubre que puede encontrar pruebas contra Remigio salvando a Pedro que fue apresado. En el filo de ser descubierta debe abandonar la misión, pero tiene una foto de Pedro. Al regresar a la hacienda, Melina la culpa por la desaparición de Alma. Santiago, mientras tanto, sigue la pista del periodista desaparecido. |                                                   |                           |                      |
| 5 | «Remigio se accidenta en el bosque»               | 16 de mayo de 2025        | —                    |
| Durante la desesperada búsqueda de Alma tras su desaparición, Fernando, en una de las cuadrillas, encuentra enterrada la bolsa con la pistola que Jazmín usó para dispararle a Remigio. Santiago intenta ayudar a Jazmín, mientras la tensión entre ellos crece, pero finalmente, el arma termina en manos de Peralta. En la tensión por la desaparición de Alma, Remigio pierde el control de su camioneta y tiene un accidente. Mientras está indefenso en el hospital, Jazmín ve la oportunidad de por fin llevar a cabo su venganza.                       |                                                   |                           |                      |
| 6 | «Remigio entrega una nueva pista para Jazmín»     | 19 de mayo de 2025        | —                    |
| Después de fallar en su segundo intento de acabar con Remigio, Jazmín busca el lugar donde cree que éste enterró a su hija. Peralta consigue los datos del arma y Javier se encarga de encontrar a Carlos, el hombre que creen le disparó a Remigio. Santiago y Romero siguen la pista del periodista asesinado tras adelantarse en la jugada a Peralta. Jazmín intenta salvar a Carlos, pone en riesgo su vida y la posibilidad de que se descubra su participación.                                                                                          |                                                   |                           |                      |
| 7 | «Santiago frustra los planos de Javier y Remigio» | 20 de mayo de 2025        | —                    |
| Jazmín logra salvar a Carlos Morales y con la ayuda del padre Gregorio orquesta un plan para esconderlo. La relación con Fernando se sigue fracturando y con Santiago se fortalece, la intriga y la confrontación esconden otros sentimientos. El padre lo nota antes que la misma Jazmín. Santiago logra realizar un plan para agarrar a los Fuentes Mansilla con las manos en la masa, cuando está en pleno operativo, Jazmín aparece en la puerta de su vida clandestina.                                                                                   |                                                   |                           |                      |
| 8 | «Jazmín da un golpe certero contra Remigio»       | 21 de mayo de 2025        | —                    |
| Jazmín sorprende a Santiago en la casita de campo, él alcanza a guardar el equipo de rastreo. Ella se encuentra con una realidad que no esperaba, Beto. Se da entre ellos un momento de encuentro e intensidad. Mientras Isabel planea hacer despegar la imagen de Remigio, éste y Javier intentan minimizar los daños de la venta fallida a los Jiménez. Para asegurarse de no dejar cabos sueltos, se encargan de Rafita preso, y de dejar el dinero en un lugar seguro, que no lo será tanto cuando Jazmín lo descubra y Santiago deba salvarla nuevamente. |                                                   |                           |                      |
| 9 | «Jazmín reconoce a un aliado en la hacienda»      | 22 de mayo de 2025        | —                    |
| Después de ser salvada del incendio por Santiago, Jazmín va entendiendo que alguien más está detrás de Remigio y sólo puede pensar en Santiago como esa persona. Mientras Remigio y Javier tratan de resolver los problemas, descubren la traición de alguien cercano. El hermano de Melina llega a la hacienda y no es bienvenido, pero sabe cosas que no conviene que se sepan. |                                                   |                           |                      |
| 10 | «Fernando y Mariángeles se rinden ante la pasión» | 23 de mayo de 2025        | —                    |
| Santiago logra alertar a Romero y éste llega a tiempo para frenar la incursión de Jazmín en el cuarto secreto. Durante la subasta Remigio anuncia su candidatura a gobernador y deja en jaque a Barraza y Sánchez Guerrero. Jazmín descubre que Melina no puede tener hijos. Santiago sigue a Javier a su encuentro con los árabes, parece tener las pruebas contra los Fuentes Mansilla, pero un desconocido lo encañona en el acto. Fernando y Mariángeles tienen un encuentro muy apasionado.                                                               |                                                   |                           |                      |

## Producción
El 23 de enero de 2024, TV Azteca anunció la telenovela en el marco del evento Content Americas 2024 con el título provisional La cautiva, marcando oficialmente el regreso de la producción del formato telenovela dentro de la televisora. El 15 de mayo de 2024, Litzy, Osvaldo de León, Daniela Castro y Plutarco Haza fueron anunciados como los titulares del reparto. El 31 de mayo de 2024, se anunció que la telenovela inició su producción y su título fue cambiado como Cautiva por amor. El rodaje de la telenovela inició el 19 de junio de 2024 en Cuernavaca, Morelos; y finalizó el 6 de octubre de 2024.

## Audiencias
| Temporada | Horario (CT)                     | Episodios | Primera emisión    | Primera emisión      | Última emisión | Última emisión       | Prom. de espectadores (millones) |
| Temporada | Horario (CT)                     | Episodios | Fecha              | Audiencia (millones) | Fecha          | Audiencia (millones) | Prom. de espectadores (millones) |
| --------- | -------------------------------- | --------- | ------------------ | -------------------- | -------------- | -------------------- | -------------------------------- |
| 1         | Lunes a viernes 21:30 - 22:30 h. | —         | 12 de mayo de 2025 | —                    | —              | —                    | —                                |